# Stryków
Stryków je město ve středním Polsku v Lodžském vojvodství v okrese Zgierz. Městem protéká řeka Moszczenica, která je pravostranným přítokem řeky Bzury. V roce 2024 zde žilo 3 337 obyvatel. 
Sousedními městy jsou Brzeziny, Głowno, Lodž, Ozorków, Piątek a Zgierz. 

## Památky
- Kostel sv. Martina
- Kostel sv. Anny a sv. Martna (v místní části Sujki)

## Doprava
Stryków leží na křižovatce dálnic A1 a A2. Městem prochází železniční trať Bednary – Łódź Kaliska.  Prochází tudy státní silnice 14 a vojvodská silnice 708.